# Overpelt
Overpelt est une section de la  commune belge de Pelt située en Région flamande dans la province de Limbourg. C'était une commune à part entière avant sa fusion avec Neerpelt le 1er janvier 2019.

## Hameaux et industrie
Overpelt se compose de quatre paroisses : centre (paroisse-Saint-Martin), Holheide, Overpelt-Usines (entre ces deux derniers se trouve le terrain d'industrie NOLIM-park dans le parc industriel du Limbourg-Nord, où l'on trouve entre autres les usines d'Umicore, Brabantia et Plascobel). La plus grande paroisse est celle de Lindelhoeven. En outre il y a deux plus petits hameaux : Haspershoven et Heesakker. À cause de l'extension urbaine linéaire en bordure de la route, il n'est plus possible de voir la transition entre les différents centres vicinaux.

## Hôpitaux
Overpelt est connu pour ses hôpitaux. Trois hôpitaux se trouvent sur le territoire overpeltois. En 2005 l'hôpital Sainte-Marie s'ouvrit (une fusion des hôpitaux de Lommel et Neerpelt). En plus il y a la MS-clinique et le centre pour les handicapés Sainte-Ode.

## Le Dommel
Le Dommel est une rivière qui traverse Overpelt, et qui se jette dans la Meuse à Bois-le-Duc. Il entre à Overpelt en venant de Kleine-Brogel et forme la frontière naturelle avec la ville de Neerpelt. Overpelt est aussi connu comme la commune des moulins : pas moins que quatre moulins se trouvent sur le Dommel, le plus ancien étant le Wedelse Molen. Un petit ruisseau, le ruisseau Holvenois, qui prend sa source dans le hameau d'Holven, se jette dans le Dommel au territoire overpeltois.

## Histoire
À Overpelt, on a trouvé des traces d'une civilisation préhistorique. Aussi comme la ville de Neerpelt, Overpelt a été peuplé plus densément depuis le Moyen Âge (entre autres la place du marché franc dans le centre) et le domaine était appelé  Palethe (tourbière). À la fin du Moyen Âge, Overpelt, avec les paroisses de Neerpelt, Kaulille et Kleine-Brogel forma la seigneurie de Pelt, qui faisait partie du comté de Loon (jusqu'à 1366), puis de la principauté de Liège (jusqu'à la Révolution française). En 1815 Overpelt devint une commune dans la province de Limbourg du royaume uni des Pays-Bas. Après qu'une partie du Limbourg fut cédée aux Pays-Bas en 1839 (traité des XXIV articles), Overpelt devient une commune du Limbourg belge.
À Overpelt habitait une personne très importante de la lutte contre les cavaliers du bouc, Drossaerd Jan Clerx (1759 - 1840), qui persuadait tant de cavaliers du bouc.
Sauf le quartier ouvrier à Overpelt-Usines, la commune a conservé son caractère rural jusqu'aux années 1950-60. À cause de l'expansion des centres vicinaux et des terrains industriels, l'aspect de la commune a beaucoup changé pendant les années 1960-90. À présent les communes d'Overpelt et Neerpelt semblent former une seule ville. Une tentative de les fusionner en 1977 fut abandonnée après des protestations locales. Cette année-là Overpelt céda le hameau Kloosterbos à Eksel.

## Commune des moulins

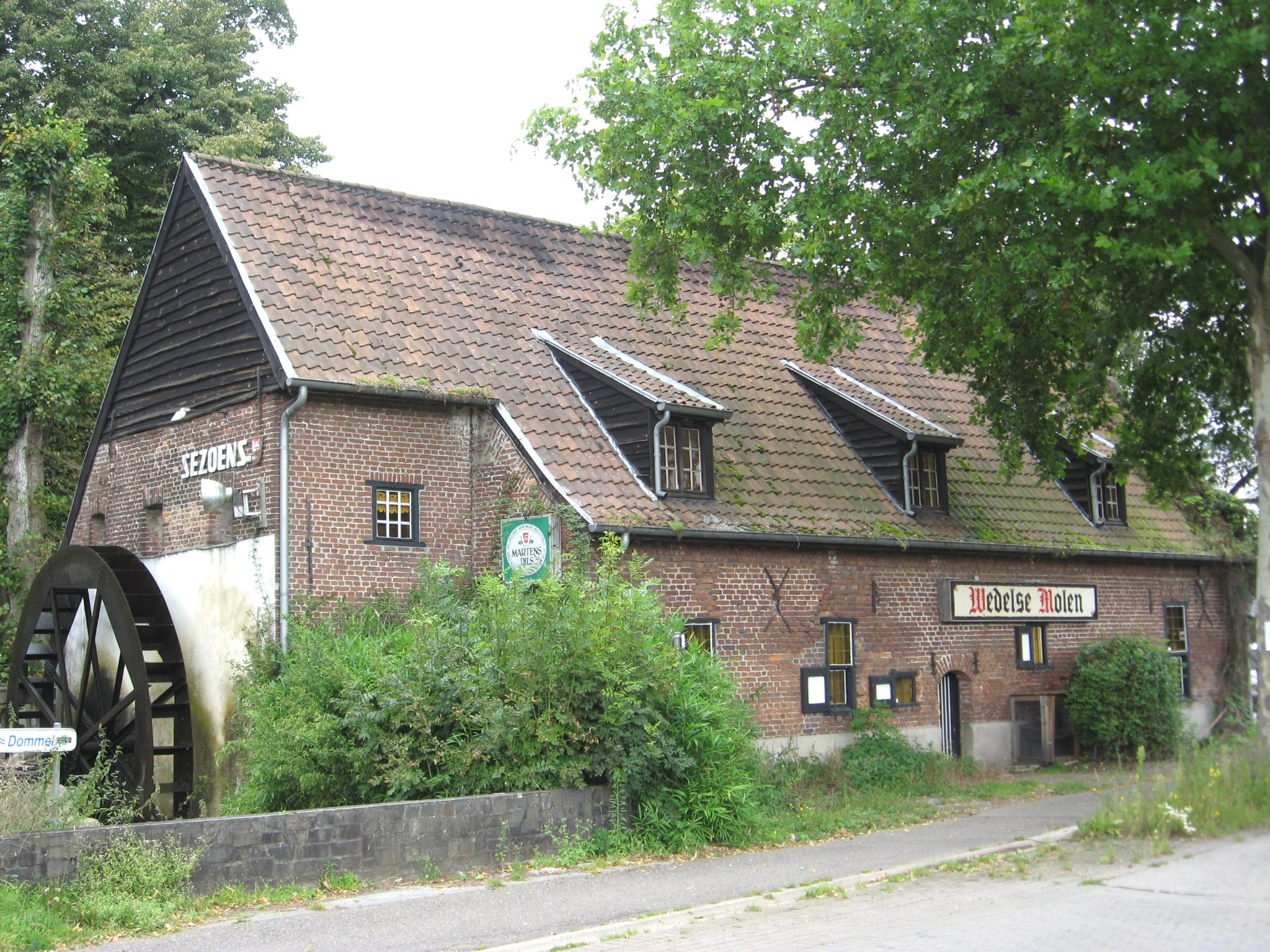
Wedelse Molen

Avec quatre moulins à eau sur le Dommel, deux moulins à vent et un musée du moulin Overpelt possède une richesse particulière. En outre les plus anciens moulins à eau jamais trouvés dans les archives, se trouvaient sur le territoire overpeltois. Depuis le début du VIIIe siècle les moulins du Dommel sont mentionnés. Ceci fait que le patrimoine overpeltois est unique en Belgique.
Les 6 moulins Overpeltois sont :
- Le moulin de Seven (Sevensmolen) : un moulin à vent standard, construit en 1745 à Helchteren. Reconstruit en 1853 à Overpelt. Après que la commune eut acheté le moulin en '62, le moulin fut transporté au parc Heesakkerheide en 1964 et restauré en 1964 et 1989. Aujourd'hui le moulin est toujours utilisé par le asbl Levende Molens Noord-Limburg (Moulins vivants du Limbourg-Nord).
- Le Wedelse Molen: un des plus anciens moulins à eau de la Belgique. Le moulin fut restauré en 1974. Aujourd'hui le moulin est utilisé comme café, le moulin lui-même est utilisé pour la production de l'électricité du café.
- Bemvoortse Molen: moulin à eau, construit vers 1295. Restauré en 1900. Utilisé commercialement jusqu'à la fin des années 1980. Le moulin est encore utilisé pour des démonstrations.
- Slagmolen: moulin à eau, construit à 1208. Étant un moulin d'huile, il fut transformé pour moudre de grain. Aujourd'hui c'est un laboratoire.
- Petit Moulin (Kleine Molen) : moulin à eau. Utilisé jusqu'à 1978. Aujourd'hui c'est une fabrique de bougies (Daelhoxent).
- Moulin de Leyssen (Molen van Leyssen) : construit en 1902. Aujourd'hui c'est une maison.

## Évolution démographique
Source:INS

## Dialecte
Le dialecte overpeltois fait partie des dialectes du Limbourg-Ouest. Parfois on l'appelle Dommellands (langue du pays du Dommel), avec les dialectes de Neerpelt, Achel, Hamont et Sint-Huibrechts-Lille. Entre Overpelt et Lommel court la frontière linguistique appelée la Ürdinger-linie, qui sépare le brabantois (ik (je), ook (aussi)) et le limbourgeois (ich (je), ooch (aussi)). En particulier le limbourgeois forme le pluriel en utilisant l'umlaut : boek/bük (livre/livres), stoel/stül (chaise/chaises) (au lieu de boek/boeken, stoel/stoelen) et les anciens sons germaniques -oe- (prononcé comme où) en hoes (huis, maison), moes (muis, souris), et -ie- (prononcé comme -i- en qui) en ies (ijs, glace ou crème), kieke (kijken, regarder); des sons que l'on peut encore entendre dans le danois.

## Sports
Il y a plusieurs équipes de football à Overpelt comme Overpelt VV, Kadijk SK et Lindelhoeven VV. Il se trouve aussi la piscine subtropique Dommelslag et le complexe des sports de Bemvoort, à côté du complexe des sports se trouve 't Pelterke. Une équipe d'échecs connue est Pelter Pion. Il y a aussi l'équipe de handball HCO, qui joue (2006) dans la deuxième division nationale.

## Circulation
Dans la direction Nord-Sud, Overpelt est coupé en deux par l'autoroute A24 Hasselt-Eindhoven. Il y a trois sorties sur le territoire overpeltois : Overpelt-Usines, Overpelt-Centre et Lindel. Aussi le nœud avec la voie express N71 se trouve en Overpelt. En plus il y a dans le Nord la voie express N71 Achel-Geel. Quelques routes plus petites sont: le N712 Mol-Achel, l'autoroute N713 Overpelt - Overpelt-Usines, le N715 Hasselt-Eindhoven, le N790 Neerpelt-Overpelt-Usines, le N747 Overpelt-Hechtel, le N712a Overpelt Nouveau Ring, le N712c Overpelt Ancien Ring, le N712b Overpelt Dorpsstraat, le N764 Overpelt-Neerpelt-Gare-Neerpelt, le T702 Holheide-Kattenbos et le T706 à Holheide.
En outre, le canal Campinois, aussi appelé canal Bocholt-Herentals se trouve dans le Nord d'Overpelt.
En ce qui concerne le transport ferroviaire, Overpelt est traversé par le Rhin ferroviaire, qui connecte Anvers avec Mönchengladbach en Allemagne, cette route ferroviaire est la ligne 19 du SNCB. La gare Overpelt-Village se trouve à côté de cette ligne. Autrefois il y avait une autre gare, la gare Overpelt-Usines à Overpelt-Usines. Aussi la ligne 18 Neerpelt-Genk passe par Overpelt. Il n'y a pas de gares sur cette ligne dans le territoire overpeltois. Momentanément cette voie ferroviaire est utilisée comme piste cyclable. Le gouverneur limbourgeois Steve Stevaert veut que cette ligne soit rouverte, ceci est décrit dans le plan Spartacus pour Limbourg. En outre il y a la voie ferroviaire privé d'Umicore qui connecte les usines d'Umicore avec la ligne 19.

## Overpeltois célèbres

### Politiques
- Johannes Mathias Clerx (1759-1840), landrost, opposant des cavaliers du bouc
- Jaak Fransen (1970), bourgmestre depuis 2007 et procureur chez le RLVB
- Karel Pinxten (1952-), politicien, ex-bourgmestre et ex-ministre
- Gilbert Seresia (1922-2007), ex-bourgmestre et fondateur de Sainte-Ode et de la MS-Clinique

### Artistes
- Frank Galan (1960-), chanteur
- Stijn Meuris (1964-), chanteur de Noordkaap et Monza
- Sofie Van Moll, actrice, présentatrice et chanteuse
- Bjorn Verhoeven, ex-DJ à Topradio, Q-music, Kanaal Twee et directeur de Radio Contact

### Sportifs
- Johan Devrindt (1944-), ex-diable rouge. Jouait pour Anderlecht et Winterslag
- Bernt Evens (1978-), footballeur
- Gérard Loncke (1906-1979), ex-cycliste né à Overpelt, gagna deux étapes du Tour de France dans les années 1930
- Ronald Mutsaars (1979-), cycliste chez Rabobank
- Gérard Plessers (1959-), ex-diable rouge. Il jouait pour Standard Liège, Hambourg SV et K.V.V. Overpelt
- Tom Vangeneugden (1983-), nageur, il a les records belges des 800 m nage libre et 1 500 m nage libre

### Universitaire
- Karel Pinxten (professeur), économiste

### Ecclésiastiques
- Theo Schildermans (1933-1962) et Michel Vanduffel (1921-1962), missionnaires au Congo, assassinés en Kongolo (Katanga) le 1er janvier 1962.
- Père C(h)ristianus Vandael (1929-1964), missionnaire en Wamba (Congo), assassiné en août 1964 pendant la rébellion des Simbas.

### Divers
- Joan Daemen (1965-), coconcepteur de Rijndael, l'Advanced Encryption Standard (AES).

## Nombre de Néerlandais à Overpelt
En 2006 : 900 (7 % de la population)